# 케이쓰리아이
케이쓰리아이(K3I. Co., Ltd.)는 대한민국의 확장현실(XR) 실감콘텐츠 서비스 기업이다. 본사는 대전광역시 유성구 엑스포로 1 16층 (도룡동 사이언스센터)에 위치해 있으며 대표이사는 이재영이다. 

## 상장
2024년 8월 20일 주관사를 하나증권으로하여 기술특례상장(기술성장기업)으로 공모가 15,500원(희망공모가밴드 12,500~15,500원)에 상장하였다 상장일 주가가 31.9% 대에 크게 하락하였다.

## 같이 보기
- 확장현실(XR)

## 참고문헌
1. ↑  김양섭, 'XR 메타버스' 케이쓰리아이, 시리즈A 투자유치 완료...IPO 준비, 뉴스핌, 2023년 4월 28일
2. ↑  권민서, '확장현실 메타버스' 케이쓰리아이, 연내 코스닥 시장 상장 목표, 데일리인베스트, 2024.01.25
3. ↑  지웅배, 싸늘한 공모주 시장…상장 첫날 30%대 '와르르', SBS, 2024.08.20.